# Bonaventure Dutreux-Boch
Pour les articles homonymes, voir Bonaventure et Boch.
Bonaventure Jean-Pierre Dutreux-Boch, né le 14 juillet 1775 à Luxembourg-Ville (Luxembourg) et décédé en 1829, est un industriel et homme politique luxembourgeois.
Il est décoré de la Légion d'honneur le 18 août 1814. Bonaventure est le bourgmestre de la ville de Luxembourg de juin 1814 à 1816. Il est également Receveur général du Grand-Duché.